# MTV Video Music Award des meilleurs effets visuels
Ce prix récompense les meilleurs effets spéciaux d'un clip.
Voici la liste des gagnants dans cette catégorie aux MTV VMA's depuis 1984.
| Année | Artiste                             | Clip                              | Lauréats                                                       |
| ----- | ----------------------------------- | --------------------------------- | -------------------------------------------------------------- |
| 1984  | Herbie Hancock                      | "Rockit"                          | Godley & Creme                                                 |
| 1985  | Tom Petty & The Heartbreakers       | "Don't Come Around Here No More"  | Peter Cohen, Kathy Dougherty, et Tony Mitchell                 |
| 1986  | a-ha                                | "Take On Me"                      | Candace Reckinger et Michael Patterson                         |
| 1987  | Peter Gabriel                       | "Sledgehammer"                    | Stephen R. Johnson et Peter Lord                               |
| 1988  | Squeeze                             | "Hourglass"                       | Jim Francis et Dave Barton                                     |
| 1989  | Michael Jackson                     | "Leave Me Alone"                  | Jim Blashfield                                                 |
| 1990  | Tears For Fears                     | "Sowing The Seeds Of Love"        | Jim Blashfield                                                 |
| 1991  | Faith No More                       | "Falling To Pieces"               | David Faithful et Ralph Ziman                                  |
| 1992  | U2                                  | "Even Better Than The Real Thing" | Simon Taylor                                                   |
| 1993  | Peter Gabriel                       | "Steam"                           | Real World Productions et Colossal Pictures                    |
| 1994  | Peter Gabriel                       | "Kiss That Frog"                  | Brett Leonard et Angel Studios                                 |
| 1995  | The Rolling Stones                  | "Love Is Strong"                  | Fred Raimondi                                                  |
| 1996  | The Smashing Pumpkins               | "Tonight, Tonight"                | Chris Staves                                                   |
| 1997  | Jamiroquai                          | "Virtual Insanity"                | Jonathan Glazer et Sean Broughton                              |
| 1998  | Madonna                             | "Frozen"                          | Steve Murgatroyd, Dan Williams, Steve Hiam, et Anthony Walsham |
| 1999  | Garbage                             | "Special"                         | Shawn Broughton, Stuart Gordon, et Paul Simpson                |
| 2000  | Björk                               | "All Is Full of Love"             | Glassworks                                                     |
| 2001  | Robbie Williams                     | "Rock DJ"                         | Carter White, Audio Motion, et Clear Post Production           |
| 2002  | The White Stripes                   | "Feel In Love With A Girl"        | Twisted Labs et Sebastian Fau                                  |
| 2003  | Queens Of The Stone Age             | "Go With The Flow"                | Nigel Sarrag                                                   |
| 2004  | OutKast                             | "Hey Ya!"                         | Elad Offer, Chris Eckardt et Money Shots                       |
| 2005  | Gorillaz                            | "Feel Good Inc."                  | Passion Pictures                                               |
| 2006  | Missy Elliott                       | "We Run This"                     | Louis Mackall et Tonia Wallander                               |
| 2008  | Kanye West featuring T-Pain         | "Good Life (en)"                  | SoMe et Jonas et François                                      |
| 2009  | Lady Gaga                           | "Paparazzi"                       | Chimney Pot                                                    |
| 2010  | Muse                                | "Uprising"                        | Sam Stevens                                                    |
| 2011  | Katy Perry (feat. Kanye West)       | "E.T."                            | Jeff Dotson pour Dot & Effects                                 |
| 2012  | David Guetta (feat. Nicki Minaj)    | "Turn Me On"                      | Alex Frisch, Joe Harkins, Scott Metzger et Vico Sharabani      |
| 2013  | Capital Cities                      | "Safe and Sound"                  | -                                                              |
| 2014  | OK Go                               | "The Writing's on the Wall"       | 1stAveMachine                                                  |
| 2015  | Skrillex & Diplo (et Justin Bieber) | "Where Are Ü Now"                 | Brewer                                                         |
| 2016  | Coldplay                            | "Up & Up"                         | Vania Heymann et GloriaFX                                      |
| 2017  | Kendrick Lamar                      | "Humble"                          | Jonah Hall of Timber                                           |
| 2018  | Kendrick Lamar & SZA                | "All the Stars"                   | Loris Paillier et Buf Compagnie                                |
| 2019  | Taylor Swift & Brendon Urie         | "Me!"                             | Loris Paillier and Lucas Salton                                |
| 2020  | Dua Lipa                            | "Physical"                        | EIGHTY4 and Mathematic                                         |
| 2021  | Lil Nas X                           | "Montero (Call Me by Your Name)"  | Mathematic                                                     |